# Anayama Nobukimi
En aquest nom japonès, el cognom és Anayama.

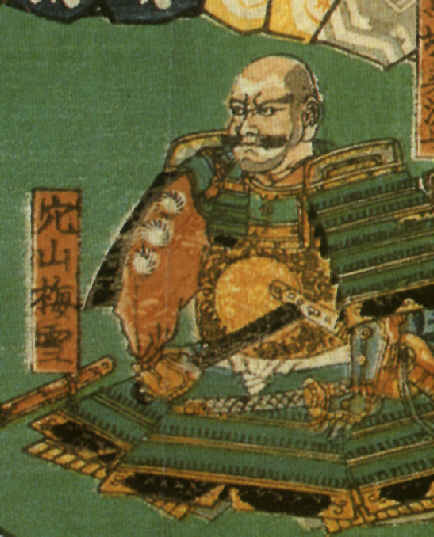
Anayama Baisetsu

Anayama Nobukimi (穴 山 信 君, - 1582), també conegut com a Anayama Baisetsu va ser un samurai japonès del període Sengoku, nebot de Takeda Shingen i un dels seus Vint-i-quatre Generals.
Va lluitar pel clan Takeda durant les batalles de Kawanakajima del 1561, en Mikatagahara de 1572 i a la de Nagashino el 1561. Se li va donar un castell i terres a la província de Suruga després que va ser pres el 1569 i va romandre aquí per més d'una dècada. Després de la mort de Shingen va seguir sota el comandament del seu fill Takeda Katsuyori, tot i que se sap que es va canviar al bàndol de Tokugawa poc després de la batalla de Nagashino i fins i tot el va ajudar en la seva campanya contra Takeda Katsuyori per motius desconeguts fins avui. Va ser recompensat pels seus serveis al clan Tokugawa amb un feu a la província de Kai, però va ser assassinat pels simpatitzants del clan Takeda poc temps després.